# Franz-Josef Breyer
Franz-Josef Breyer (* 29. Januar 1935 in Namborn; † 10. Juli 2022 in Köln) war ein deutscher Kinderarzt und Politiker aus St. Ingbert.

## Karriere
Breyer, der ursprünglich CDU-Mitglied gewesen war, trat 1989 in die Familien-Partei Deutschlands (FAMILIE) ein und wurde Vorsitzender des Landesverbandes Saarland.
Im gleichen Jahr wurde er deren Bundesvorsitzender. Dieses Amt hatte er bis November 2006 inne, sein Nachfolger wurde Arne Gericke. 
Breyer war Ehrenvorsitzender der Familien-Partei Deutschlands.

## Leben
Breyer war verwitwet und hatte drei Kinder.